# Sun Public License
Sun Public License (SPL) は、サン・マイクロシステムズがリリースしたオープンソースのソフトウェアの一部（バージョン5.5以前のNetBeansなど）で使用したソフトウェアライセンスである。フリーソフトウェア財団 (FSF) が自由ソフトウェアライセンスとして認めており、Open Source Initiative (OSI) がオープンソースライセンスとして認めている。Mozilla Public License から派生したライセンスである。
サン・マイクロシステムズは新たに CDDL ライセンスを作ったため、SPL は使わなくなった。CDDL ライセンスも MPL からの派生である。